# アマール・ペレグリーノ
アマール・ペレグリーノ（Amahl Pellegrino, 1990年6月18日 - ）は、ノルウェー・ドランメン出身のサッカー選手。サンノゼ・アースクエイクス所属。ポジションはFW。

## 経歴
ドランメンFKでプロキャリアをスタートさせた。
2017年11月20日、少年時代からの夢のクラブであったストレームスゴトセトIFに2年契約で移籍した。2019年にはクリスチャンスンBKに売却され、翌2020シーズンは25得点を挙げたが、キャスパー・ユンカーの27得点に届かずエリテセリエン得点王の座を逃した。
2021年1月25日、サウジ・プロフェッショナルリーグのダマクFCに加入した。
2021年8月17日、FKボデ/グリムトに加入した。移籍金は発生していなかった。2022シーズンのエリテセリエンで25得点を挙げ、得点王となった。続く2023シーズンにも24得点を挙げ、チームのリーグ優勝に貢献するとともに自身2度目の得点王に輝いた。
2024年2月9日、サンノゼ・アースクエイクスに2年契約で移籍した。

### 代表歴
2023年12月、アフリカネーションズカップを戦うタンザニア代表のプレリストに名を乗せた。